# Innico Caracciolo (1642–1730)
Innico Caracciolo (ur. 9 lipca 1642 w Martina France, zm. 6 września 1730 w Rzymie) – włoski kardynał.

## Życiorys
Urodził się 9 lipca 1642 roku w Martina France, jako syn Francesca i Beatrice Caracciolów. Studiował na La Sapienzy, gdzie uzyskał doktorat utroque iure. Był członkiem inkwizycji maltańskiej i referendarzem Trybunału Obojga Sygnatur. Przyjął święcenia subdiakonatu i odmówił przyjęcia arcybiskupstwa Kapui. 25 lutego 1697 roku został wybrany biskupem Aversy, a 24 marca przyjął sakrę. Został również asystentem Tronu Papieskiego i nuncjuszem nadzwyczajnym w Konfederacji Szwajcarskiej. 29 maja 1715 roku został kreowany kardynałem in pectore. Jego nominacja na kardynała prezbitera została ogłoszona na konsystorzu 16 grudnia 1715 roku i otrzymał kościół tytularny San Tommaso in Parione. Zmarł 6 września 1730 roku w Rzymie.